# 松永信也
松永 信也(まつなが のぶや、1957年 - ）は、社会福祉活動家。幼少期から罹患していた網膜色素変性症の悪化により40歳頃に失明。見えない世界を伝えるため、学校や企業などで講演活動をおこなっている。

## 略歴
鹿児島県阿久根市生まれ。1975年、鹿児島県立川内高等学校卒業。1980年、佛教大学社会福祉学科卒業。
その後16年間児童福祉施設に勤務したが、失明のため退職。京都ライトハウスにて1年間生活訓練を受け社会復帰。
四天王寺大学、京都福祉専門学校、京都ＹＭＣＡ国際福祉専門学校、長尾谷高校、枚方なぎさ高校、大阪医療福祉専門学校などで非常勤講師、特別講師などを勤める。その他、各地の小学校・中学校で、福祉特別授業を担当。
又、様々な企業や団体からの依頼に応じて、全国各地で講演活動を行う。
日本視覚障害者団体連合同行援護事業所等連絡会会長、京都視覚障害者支援センター 理事。

## 著書
- 『風になってください』(法蔵館、2004年、ISBN 9784831856135)
- 『見えない世界で生きること』(角川学芸出版、2008年、ISBN 9784046211750)
- 『風になってください2』(法蔵館、2013年、ISBN 9784831856180)
- 『あきらめる勇気　「見えなくなった」僕を助けてくれたのは』（法蔵館、2024年12月、ISBN 9784831856203）

2011年　著書『見えない世界で生きること』が、和歌山県立医科大学入試問題に使用される

## テレビ出演
- 2016年7月8日　NHK総合テレビ　ニュース鹿児島県地域版で講演紹介
- 2016年7月8日　鹿児島読売テレビ　ニュース鹿児島県地域版で講演紹介
- 2012年11月17日　KBS京都テレビの「ふれ愛さんか」に出演
- NHK 福祉ネットワーク 2006年「見えないを伝えたい」 2008年「見えないをあきらめない」
- NHK 生活ほっとモーニング 2008年

## ラジオ出演
- 2016年10月10日　KBS京都に出演
- 2016年3月12日　KBS京都に出演

- 2015年7月19日　NHK第二放送「視覚障害ナビ」に出演。
- 2015年3月15日　NHK FM 「トーキング ウィズ 松尾堂」 ゲストの紹介本コーナーにて、女優の杉本彩さんから著書『風になってください』が紹介される。
- 2014年10月17日　FM薩摩川内に出演
- 2014年9月13日　ＦＭ京都三条ラジオカフェ「健ちゃん、協ちゃんのまちづくりラジオ」出演
- 2013年2月6日　FMあやめで紹介

- 2012年10月4日　FM79.7「らくらく5」に出演。